# Benigno Simeón Aquino y Quiambao
Benigno Simeón "Igno" Aquino y Quiambao (4 de septiembre de 1894-20 de diciembre de 1947), también conocido como  Benigno S. Aquino o Benigno Aquino Sr., fue un político filipino.

## Biografía
Llegó a presidir la Asamblea Nacional de la Segunda República Filipina, en idioma inglés Speaker of the National Assembly, entre los años 1943 y 1944, bajo la presidencia de José P. Laurel.
Abuelo de  Benigno  Aquino III, presidente de Filipinas entre 2010 y 2016

Escudo de la Segunda República Filipina.

El Partido projaponés Ganap, en idioma inglés Ganap Party, fue absorbido
por el KALIBAPI dirigido por Benigno S. Aquino.